# Onthophagus aureopilosus
Onthophagus aureopilosus là một loài bọ cánh cứng trong họ Bọ hung (Scarabaeidae).